# دایسوکه کیتاهارا
دایسوکه کیتاهارا (انگلیسی: Daisuke Kitahara؛ زادهٔ ۴ آوریل ۱۹۹۴) بازیکن فوتبال اهل ژاپن است.